# Томаш Маковський (футболіст)
Томаш Маковський (пол. Tomasz Makowski, нар. 19 липня 1999, Згеж) — польський футболіст, півзахисник клубу «Лехія» (Гданськ).

## Клубна кар'єра
Народився 19 липня 1999 року в місті Згеж. Вихованець футбольної школи клубу «Лехія» (Гданськ). 2017 року для отримання ігрової практики був відданий в оренду в клуб другого дивізіону «Гурник» (Ленчна), де у сезоні 2017/18 зіграв 20 матчів у чемпіонаті, але не врятував її від пониження у класі.
Повернувшись 2018 року до «Лехії» (Гданськ), Маковський у першому ж сезоні виграв з рідною командою Кубок Польщі. Станом на 20 травня 2019 року відіграв за команду зі Гданська 22 матчі в національному чемпіонаті.

## Виступи за збірні
2017 року дебютував у складі юнацької збірної Польщі, взяв участь у 9 іграх на юнацькому рівні.
2019 року у складі молодіжної збірної Польщі поїхав на домашній молодіжний чемпіонат світу. На турнірі зіграв у 3 матчах, а команда вилетіла на стадії 1/8 фіналу.

## Титули і досягнення
- Володар Кубка Польщі (1):

«Лехія» (Гданськ): 2018—19
- Володар Суперкубка Польщі (1):

«Лехія» (Гданськ): 2019